# Prionodon balboi
Prionodon balboi là một loài rêu trong họ Prionodontaceae. Loài này được Tosco & Piovano mô tả khoa học đầu tiên năm 1956.